# Phare de Cromer
Le phare de Cromer est un phare situé dans la ville de Cromer, dans le comté du Norfolk en Angleterre.
Ce phare était géré par le Trinity House Lighthouse Service à Londres, l'organisation de l'aide maritime des côtes de l'Angleterre, jusqu'au 1er juillet 1976. par l'autorité portuaire de Grimsby et Immingham.
Il est maintenant protégé en tant que monument classé du Royaume-Uni de Grade II depuis 1977.

## Histoire
Il y eut un premier phare sur le haut de la falaise de Foulness, à l'est de la ville de Cromer dès 1669. Avant cette époque, une lumière avait été placée en haut de l'église paroissiale de Cromer pour servir de guide à la navigation. Bien que cette lumière fut petite, elle avait toujours été utile, comme beaucoup de lumières ecclésiastiques similaires qui étaient parsemées sur la côte de Grande-Bretagne à partir de l'époque médiévale.
C'est un homme appelé Sir John Clayton qui a proposé la construction d'un phare à Foulness, ainsi que cinq phares sur d'autres sites. En plus de Cromer, son plan était de placer des lumières aux îles Farne au large de Northumberland, à Flamborough Head dans le Yorkshire et à Corton près de Lowestoft dans le Suffolk. En 1669 Clayton, avec son partenaire George Blake, a reçu l'autorisation pour les quatre sites et la construction des phares a été mise en chantier. Durant 60 ans, ils percevraient les taxes auprès des propriétaires de navires de passage, bien que ses cotisations n'étaient payées que volontairement.
Le coût du maintien du phare de Cromer s'est avéré très élevé et cela à cause de la réticence des armateurs à payer volontairement les taxes qui mena Clayton et Blake à ne plus pouvoir garder le feu allumé au sommet de la Tour de Cromer. Néanmoins, le phare de Cromer servait toujours comme balise et était signalé sur des registres d'Amirauté.
Le phare tombait en ruine eres le propriétaire du terrain à Foulness, Nathaniel Life, était convaincu qu'un phare réparé et entretenu restait essentiel sur le site. En 1719 un nouveau brevet a été accordé. Les cotisations étaient fixées à la livraison au taux d'un farthing par tonne de fret général et d'un demi-penny par chaldron (en) de charbon de Newcastle. Nathaniel Life et Edward Bowell ont reçu conjointement un bail de 61 ans de Trinity House pour la location, avec l'engagement que Nathaniel Life redonnerait le phare plus un acre de terre à la fin des 61 ans. Le phare fut maintenu en activité avec un feu alimenté au charbon.

## Trinity House
En 1792, le phare de Cromer revient en possession de Trinity House et a été équipé d'une deuxième lumière clignotante, avec cinq réflecteurs et des lampes à huile de type Argand sur trois côtés du cadre tournant. Aimé Argand avait perfectionné sa lampe à mèche cylindrique qui fournissait un courant central d'air à travers le brûleur, permettant ainsi une combustion plus parfaite du gaz sortant de la mèche. Les premiers gardiens du phare de Cromer furent deux jeunes femmes qui ont reçu conjointement une Livre sterling par semaine pour leur salaire. La position du phare à Foulness devenait précaire en raison de l'érosion rapide de la falaise le long de cette partie de la côte anglaise. L'érosion de la falaise par l'action des vagues a causé plusieurs glissements de terrain avec des dégâts sérieus enregistrés en 1799, 1825 et 1852. Le phare a succombé aux actions des vagues en 1866 et il a finalement glissé au bas de la falaise.

## Le phare actuel
Avec la destruction attendue de l'ancien phare, les plans de construction d'un nouveau phare avaient été mis en place bien avant la perte de 1866. Le phare actuel a été construit en retrait de la falaise et est entré en service en 1833. Il est construit en maçonnerie et la tour est de forme octogonale de 18 m de hauteur. L'électricité a été installée en 1958 pour alimenter la lumière. La lumière est à 84 m au-dessus du niveau de la mer. En juin 1990, le phare a été transformé en exploitation automatique et surveillé depuis le Centre de contrôle de l'opération de la Trinity House à Harwich, dans le Suffolk. En conséquence de l'automatisation, l'habitation du gardien de phare, le long de la tour, est maintenant transformé en appartement de vacances, bien que la propriété appartienne encore à Trinity House. La tour du phare n'est pas ouverte au public, mais la zone autour du phare est facilement accessible.
Identifiant : ARLHS : ENG-028 - Amirauté : A2342 - NGA : 1676 .

### Lien connexe
- Liste des phares en Angleterre